# Arbeidsrelatie
Een arbeidsrelatie is de betrekking tussen werkgevers en werknemers die ontstaat bij loonarbeid na afsluiting van een arbeidsovereenkomst. De arbeidsrelatie (employment relations) speelt zich af op het individuele niveau, terwijl de arbeidsverhoudingen (industrial relations) het collectieve niveau betreffen.
Binnen deze relatie is sprake van zowel ruil, gezagsverhoudingen als samenwerking. Allereerst stelt de werknemer zijn of haar arbeidsvermogen of arbeidskracht beschikbaar in ruil voor een vergoeding. In de arbeidsovereenkomst wordt dus niet de arbeidsprestatie vastgelegd, deze wordt door de werkgever later vastgesteld via de arbeidsorganisatie. Om niet voor elke specifieke taak een apart contract op te stellen moet de arbeidsrelatie over enige flexibiliteit beschikken.
In de arbeidsrelatie is ook sprake van een gezagsverhouding waarbij de werknemer zich in een ondergeschikte rol bevindt. Ondanks de gezagsverhoudingen is er niet noodzakelijk sprake van eenrichtingsverkeer waarbij de werknemer slechts opdrachten uitvoert, maar ontwikkelt deze ook opvattingen over de arbeid en organisatie die in overleg ingevoerd kunnen worden.